# William Hogarth
William Hogarth (London, 10. studenog 1697. – London, 25. listopada 1764.) je bio engleski slikar, grafičar i teoretičar umjetnosti. Kao izrazit individualist, začetnik je novijeg engleskog slikarstva koje je samo u tehnici bilo slično rokokou, a zapravo je bliže romantizmu i realizmu. Prvi je kodificirao autorsko pravo umjetnika.
William Hogarth je bio u duhu realist s izrazitim smislom za kritički humor, što je dokazao svojim uljenim slikama i ciklusima grafika. On je bio iznimnovješt ilustrator i bakrorezac, što je, uz njegovo bogato životno iskkustvo, utjecalo na odabir i način obrade tema koje se u njegovim djelima odlikuju stanovitom kazališnom kvalitetom. Zapravo, on je nadahnuće za svoje realistične i nerijetko satirične prikaze londonskog života u prvoj polovici 18. stoljeća nalazio u kazališnim zapletima onoga vremena. Prve slike s anegdotskom tematikom stvara početkom 30-ih godina 18. st. Istovremeno je radio i slike i grafičke serije na istu temu. Tako su za njegovu prvu anegdotnu sliku Život bludnice (Harlotin napredak) preostale samo bakrorezne kopije. Uslijedila je serija Život razvratnika (Rakeov napredak) (1733. – 1735.) u kojoj se Hogart modernom temom služio kao sredstvom kojim će privući pozornost na ono što je sam držao padom društvenih vrijednosti koji se često povezivao s prostitucijom i alkoholizmom. Prikazivao je običaje, moral, političke makinacije i hipokriziju ondašnjeg engleskog društva.
U znamenitom narativnom nizu Brak po modi (1743. – 1745.) služi se pretjeranim, podrugljivim pripovijedanjem, okrećući se u svojem prodornom promatranju prema aristokraciji. Slike su rađene slobodno i energično, a obogaćuje ih i dinamična, živahna paleta boja.
Godine 1757. postao je dvorskim slikarom, a 1764. pokopan je na groblju u Chiswicku u Londonu.

## Galerija radova
- Rana grafika Williama Hogartha naslovljena: Pravedan pogled na englesko kazalište (1724.)
- Prosjačka opera VI., 1731., galerija Tate, London.
- Život razvratnika (Rakeov napredak), ploča br. 8 - ludnica. (1735.)
- Hogarth slika muzu komedije, autoportret (1757./58.)
- Nagovaranje za glasove, iz serije slika, Raspoloženja izbora (1755.)
- Klupa, ulje na platnu (1758.)

## Poveznice
- Život razvratnika je opera koju je napisao Igor Fjodorovič Stravinski, upravo prema Hogarthovoj seriji grafika.

## Vanjske poveznice
- William Hogarth arhiva  Arhivirana inačica izvorne stranice od 30. kolovoza 2006. (Wayback Machine) (130slika iz kolekcije sveučilišta Lampeter u Walesu)